# Nuoto ai XIX Giochi del Mediterraneo - Staffetta 4x200 metri stile libero femminile
La gara della staffetta 4x200 metri stile libero femminile ai XIX Giochi del Mediterraneo si è svolta il 3 luglio 2022. La finale si è disputata nel pomeriggio.

## Podio
| Pos. | Nazione  | Atleta                                                       |
| ---- | -------- | ------------------------------------------------------------ |
|      | Slovenia | Janja Šegel Neža Klančar Katja Fain Tjaša Pintar             |
|      | Italia   | Linda Caponi Antonietta Cesarano Noemi Cesarano Alice Mizzau |
|      | Turchia  | Deniz Ertan Merve Tuncel Ecem Dönmez Beril Böcekler          |

## Record
Prima della manifestazione il record del mondo (RM) e il record dei Giochi del Mediterraneo (RG) erano i seguenti.
|  | 7'40"33 | Cina   | 29 luglio 2021 Tokyo   |
|  | 7'56"69 | Italia | 30 giugno 2009 Pescara |

Durante la competizione non sono stati migliorati record.

## Risultati

### Finale
| Pos. | Corsia | Nazione    | Atleta                                                                                               | Tempo   | Note |
| ---- | ------ | ---------- | --- | ------- | ---- |
|      | 6      | Slovenia   | Janja Šegel (1'59"34) Neža Klančar (2'02"07) Katja Fain (1'57"72) Tjaša Pintar (2'00"14)             | 7'59"27 |      |
|      | 4      | Italia     | Linda Caponi (2'00"51) Antonietta Cesarano (1'59"16) Noemi Cesarano (2'00"65) Alice Mizzau (1'59"31) | 7'59"63 |      |
|      | 5      | Turchia    | Deniz Ertan (2'01"42) Merve Tuncel (2'00"63) Ecem Dönmez (2'01"13) Beril Böcekler (2'02"23)          | 8'05"41 |      |
| 4    | 1      | Francia    | Océane Carnez (2'00"78) Lucile Tessariol (1'59"44) Marina Jehl (2'04"10) Assia Touati (2'03"02)      | 8'07"34 |      |
| 5    | 2      | Spagna     | Ainhoa Campabadal (2'02"09) Paula Juste (2'02"52) África Zamorano (2'02"32) Júlia Pujadas (2'03"15)  | 8'10"08 |      |
| 6    | 7      | Portogallo | Francisca Martins (2'02"09) Tamila Holub (2'02"52) Mariana Cunha (2'02"32) Camila Rebelo (2'03"15)   | 8'17"52 |      |